# Шон Парнелл
Шон Р. Парнелл (англ. Sean R. Parnell; нар. 19 листопада 1962, Ганфорд, Каліфорнія) — американський політик, губернатор Аляски з 26 липня 2009 по 1 грудня 2014. Член Республіканської партії.
Він народився у Каліфорнії, але його батько, Пет Парнелл, був відомим на Алясці підприємцем у сфері поліграфії, а також на політиком на державному рівні. Закінчив Юридичний факультет Тихоокеанського лютеранського університету і Університет Пьюджет-Саунд. Він почав свою політичну кар'єру у 1992 році, коли був обраний до Палати представників Аляски. Потім, він став членом Сенату штату, звідки пішов у 2000 році, щоб почати працювати у нафтовій компанії ConocoPhillips (відділ, відповідальний за контакти з владою Аляски). Тоді ж пішов у лобістську компанію, також працюючи в основному у галузі нафтови та енергетики.
У 2006 році він повернувся до політики як кандидат у віце-губернатори Сари Пейлін. Тандем отримав успіх на виборах і вступив на посаду у грудні того ж року. Коли у липні 2009 року Пейлін подала у відставку, відповідно до законодавства Парнелл автоматично став новим губернатором протягом строку. У листопаді 2010 року обраний повноцінним губернатором.

## Державна служба

### Законодавець Аляски
Парнелл вперше був обраний в Палату представників Аляски, в 1992 в віці 29 років. Був представником округу Анкорадж який на той час включав в себе: Парк незалежності (Independence Park), бльвар Даймонд (Dimond Blvd.) та райони Саутпорт/Бейшор (Southport/Bayshore). Після року перебування в палаті, колегами та тими хто працював у Капітолії штату Парнелла було оголошено «Найбільш еффективним законодавцем». Це звання закріпилось завдяки його відданості роботі та допомозі іншим законодавцям та просуванню їх законів. У 1994 році Парнелл був переобраний для представлення Південного Анкоріджа. Протягом чотирьох років свого перебування в Палаті представників Аляски, Парнелл був відомий своєю роботою в Комітеті фінансів та у боротьбі з домашнім та сексуальним насильством в Алясці. Протягом цих років він виступив спонсором та прийняв основне законодавство, відомого як Закон про запобігання домашньому насильству 1996 року, який був першим прийнятим Аляскою.
В 1996, Парнелл був обраний до Сенату Аляски, став членом Енергетичної ради і працював у потужному фінансовому комітеті Сенату. В 1999 та 2000 Парнелл стає членом Мажоритарної більшості сенату його колеги з Сенату обрали його виконувати функції співдиректора фінансового комітету Сенату.
У 2000 році в Пернелла закінчився перший і єдиний термін в державному сенаті, після чого він не став переобиратися. Він обрав свою прихильність своїй родині і повернувся до роботи в приватному секторі.
В 2006 році Парнелл обирався на пост віце-губернатора Аляски, разом з Сарою Пейлін. У липні 2009 року, коли Палін пішла у відставку з посади, Парнелл став губернатором і закінчив термін повноважень. У 2010 році Парнелл отримав чотирирічний термін як повноцінний губернатор.